# Ruth Svedberg
Ruth Svedberg   (Gällivare, 14 d'abril de 1903 - Göteborg, 27 de desembre de 2002) va ser una atleta sueca, que va competir durant les dècades de 1920, 1930 i 1940.
El 1928 va prendre part en els Jocs Olímpics d'Amsterdam, on va disputar tres proves del programa d'atletisme. Guanyà la medalla de bronze en la prova del llançament de disc, mentre en les curses dels 100 metres i 4x100 metres relleus quedà eliminada en sèries. El 1930 guanyà la medalla de bronze en els tercers Jocs Mundials Femenins.
Durant la seva carrera esportiva va establir nombrosos rècords nacionals i guanyà 30 campionats nacionals en diferents modalitats. En el darrer campionat nacional que guanyà, el 1949 amb 46 anys, va aconseguir millorar la seva millor marca del llançament de disc.

## Millors marques
- 100 metres. 12.8" (1928)
- Salt de llargada. 5m 10cm (1925)
- Llançament de pes. 12,09 m (1946)
- Llançament de javelina. 38,68 m (1934)
- Llançament de disc. 38,98 m (1949)[1][4]